# Commiphora pterocarpa
Commiphora pterocarpa is een soort uit de familie Burseraceae. Het is een struik of kleine boom die een groeihoogte tot 15 meter kan bereiken. De bomen hebben een goed gevormde stam.
De soort staat op de Rode Lijst van de IUCN geklasseerd als 'kwetsbaar'.
De soort komt voor in het zuidwesten van Madagaskar. Hij groeit daar in drogere loofbossen en struwelen op kiezelhoudende ondergronden, op hoogtes tussen 100 en 900 meter.
Het hout van de boom wordt in het wild geoogst voor lokaal gebruik. Het hout wordt gebruikt voor constructies, timmerwerk en bekistingen. Verder wordt een afkooksel van de schors gebruikt om  verzweerde wonden te behandelen.
... 
C. africana · 
C. caudata · 
C. gileadensis · 
C.  guidottii · 
C. kataf · 
C. myrrha · 
C. simplicifolia · 
C. wightii · 
C. wildii
...